# Guerra de la adicción a internet
Guerra de la adicción a internet (en chino simplificado, 网瘾战争; pinyin, wǎng yǐn zhànzhēng) es una machinima anticensura producida en defensa de la comunidad de World of Warcraft (WoW) en China, el cual destaca estéticamente por estar ambientado completamente en el universo ficticio del videojuego. El video fue originalmente publicado el 21 de enero de 2010 en Tudou.com por el usuario "Sexy Corn" como una forma de protesta contra la censura de Internet en la República Popular China. A los pocos días de ser estrenado su contenido fue prohibido en algunos sitios de internet de China, entre ellos Youku.com, pero debido a que su temática era atractiva para la sociedad más allá de la comunidad de videojuegos, su demanda en internet superó a la generada por la película Avatar, estrenada poco antes.
El video de 64 minutos expresa la frustración de la comunidad china de WoW porque sus jugadores se ven restringidos a los servidores alojados en su país y presenta sus quejas y sentimientos sobre el mundo real, en que son comúnmente marginados y descritos como adictos al internet que viven encerrados en mundos virtuales.

## Producción
La película es la tercera producción de Old Tiger Machinima Team. Fue estrenada el 21 de enero de 2010, dos días después fue prohibido en la mayoría de sitios web de alojamiento de videos de China.
Durante una entrevista el productor Sexy Corn (en chino simplificado, 性感玉米; pinyin, Xìnggǎn yùmǐ) reveló que el proyecto fue realizado con 100 personas, tardó tres meses y no tuvo costo alguno, pues todos trabajaron de forma voluntaria. Afirmó que la decisión de hacer un machinima fue por motivos económicos, pues la grabación en ambientes naturales era más costosa y la alta calidad de los gráficos de WoW, así como el énfasis que hace el juego en el trabajo en equipo les dieron la idea de realizar la película usando al videojuego como soporte.
En otra entrevista el mismo productor destacó que el video estaba destinado solo a la comunidad de jugadores de WoW y que no esperaban que tuviese un éxito tan amplio ni un público tan grande. Posteriormente dijo: "La última parte del video le llegó a muchas personas, incluyendo a aquellos que no conocen el juego, pues todos nosotros vivimos en la misma sociedad y enfrentamos el mismo ambiente en Internet".

## Temática
El video satiriza las dificultades vividas por los jugadores de WoW de China, especialmente desde mediados de 2009, usando la técnica de personificación, el juego en sí mismo sirve como escenario y como punto de enlace. Entre los numerosos conflictos y temas tratados están el uso de la terapia electroconvulsiva para intentar curar la adicción a internet, los intentos del gobierno chino de censurar el internet mediante la instalación obligatoria del software Green Dam Youth Escort, la batalla corporativa entre The9 y NetEase —poseedores de los dos principales servidores de videojuegos del país— por los derechos de concesión al renovar sus licencias y la lucha burocrática entre el ministerio de cultura y la Administración general de prensa y publicaciones por la administración del juego. Igualmente el video parodia y satiriza numerosos chistes de internet, memes, bromas recurrentes y clichés específicos de la red china, aunque a veces se llegan a incluir referencias a la cultura popular estadounidense, entre ellas a la saga de Terminator.

## Recepción
El video fue considerado fuertemente rebelde por el gobierno chino y a los pocos días de su estreno fue censurado en la mayoría de los servicios de alojamiento de videos de China, entre ellos el sitio Youku.com. Sin embargo la película fue bien recibida por la población china. En la edición de 2010 de los Tudou Video Film awards recibió el premio al mejor video del año y el diario China Daily lo colocó entre las diez mejores películas chinas de 2010.